# Instituto Salesiano de la Inmaculada Concepción
El Instituto Salesiano de la Inmaculada Concepción o simplemente el Instituto Salesiano (en chino: 澳門慈幼中學; en portugués: Instituto Salesiano da Imaculada Conceição) es una escuela católica en la región administrativa especial de Macao al sur de China. El Instituto Salesiano fue establecido en 1906, durante la dinastía Qing, por el Padre Louis Versiglia. La escuela está dirigida por los Salesianos de Don Bosco, tiene como objetivo dar a los estudiantes una educación completa y equilibrada en diferentes aspectos. El campus, delante de la iglesia de San Lorenzo, fue originalmente propiedad de la British East India Company (compañía británica de las indias orientales). Desde 1976, la escuela se ha convertido en un centro de examen del Certificado General de Educación, así como un centro de examen de la Ciudad y del London Institute (Instituto Londres).